# الطيور الجارحة (فلم)
الطيور الجارحة (بالإنجليزية: Birds of Prey) هو فيلم أمريكي، إنتاج سنة 2020 من إنتاج شركة دي سي كوميكس. وتم توزيعه بواسطة Warner Bros. Pictures. الفيلم من إخراج كاثي يان وكتابة كريستينا هودسون، وبطولة مارغوت روبي، ماري
إليزابيث وينستد، جورني سموليت بل، روزي بيريز، كريس ميسينا، إيلا جاي باسكو، آلي وونغ، وإيوان ماكغريغور.
تم طرح فكرة الفيلم في عام 2015 على شركة وارنر برذرز. وتم الإعلان عن الفيلم في مايو 2016، وفي نوفمبر عينت هودسون لكتابة السيناريو، تلاه توقيع يان للإخراج في أبريل 2018. واستمر التصوير الرئيسي من يناير إلى أبريل 2019 في وسط مدينة لوس أنجلوس، واستوديوهات وارنر براذرز في بربانك، كاليفورنيا. وتم تصوير إضافي في سبتمبر 2019.
تم عرض الفيلم لأول مرة في العالم في مكسيكو سيتي في 25 يناير 2020، وتم طرحه في الولايات المتحدة في 7 فبراير 2020. وقد حقق 201 مليون دولار في جميع أنحاء العالم، مما يجعله سابع أعلى ربح في عام 2020. ولكنه لم يصل لمستوى التوقعات البالغ 250-300 مليون دولار. تلقى الفيلم آراء إيجابية في الغالب من النقاد بسبب أسلوبه البصري، واتجاه يان، وأداء روبي، ولكن النقد الموجه إلى سيناريو هودسون.

## القصة
بعد أربع سنوات من هزيمة انشانتريس، انفصل الجوكر عن هارلي كوين، وطردها في شوارع مدينة جوثام. تم الاستيلاء عليها من قبل Doc ، مالكة مطعم تايواني، وتتعافى من علاقتها بقص شعرها، وتقوم بتبني ضبع مرقط (سمته على اسم بروس واين)، وممارسة لعبة الديربي. تسكر `` هارلي '' في ملهى ليلي يملكه رومان سيونيس، زعيم الجريمة القاسي، ويشل سائقه بعد أن أهانها. تلتقي بالمغنية الهزلية دينا لانس، التي أنقذت لاحقًا هارلي مخمورة من محاولة اختطاف.
أعجب سيونيس بمهارات دينة القتالية وقام بتعيينها كسائقة جديدة له. في الليلة التالية، فجرت مصنع مصنع للكيماويات كطريقة للإعلان علنًا عن انفصالها عن جوكر. وفي الوقت نفسه، تحقق المحققة في GCPD ، رينيه مونتويا، في سلسلة من عمليات قتل الغوغاء التي نفذتها إحدى الحراسة التي تستخدم القوس والنشاب. عند العثور على عقد هارلي في مكان انفجار المصنع، يلاحظ مونتويا أن هارلي في خطر دون حماية جوكر. تحاول تجنيد دينة كمخبرة، لكن دينة ترفض العرض لأنها مستاءة من GCPD لعدم وجودها لمنع وفاة والدتها. يرسل سيونيس دينا وساعده الأيمن السادي فيكتور زاسز لاستعادة ماسة مضمنة بأرقام حسابات لثروة عائلة برتينيللي الإجرامية، التي قُتلت منذ سنوات. النشل الصغير كاساندرا «كاس» قايين يسرق الماس من زساس ويبتلعه بعد القبض عليها. تم القبض على هارلي، التي هربت من مونتويا والعديد من الأشخاص الآخرين الذين ظلمتهم، من قبل رجال سيونيس. يخبر زاس سيونيس أن كاساندرا تمتلك الماس، وتحذر دينا مونتويا.
يخطف سيونيس هارلي ويجعلها تستعيد الالماس له تحت تهديد الموت، ويضع أيضًا مكافأة على كاساندرا. اقتحام GCPD بمجموعة متنوعة من قاذفات القنابل غير الفتاكة المستوحاة من الألعاب النارية، أطلق هارلي سراح كاساندرا وهرب الزوجان. بعد الهروب، سندات هارلي وكاساندرا بينما كانا مختبئين في شقة السابق. تم الاتصال بـ Doc للحصول على معلومات من قبل «قاتل القوس والنشاب»، الذي تم الكشف عن أنه هيلينا بيرتينيللي. بعد أن نجت من مذبحة عائلتها وتدربت على القتل، كانت هيلينا تستهدف كل فرد من أفراد العصابات المسؤولين عن جرائم قتل عائلتها، مفضلة لقب «الصيادة». تم قصف شقة هارلي لاحقًا من قبل مجرمين يبحثون عن كاساندرا، ويكشف دوك بحزن أنه باع هارلي. تتصل هارلي بـ سيونيس وتعرض عليه تسليم كاساندرا مقابل حمايتها، ويوافق على الاجتماع في متنزه ترفيهي مهجور. تُخطر دينة مونتويا بالموعد، لكن زساس لاحظ خيانتها، وأبلغ سيونيس. يرتدي سيونيس المدمر قناعه الطقسي الذي حصل منه على لقبه «القناع الأسود». في الحديقة، تواجه مونتويا هارلي، لكن هارلي يخرجها من النافذة.
يصل زاس ويسكن هارلي قبل أن يحتجز دينة تحت تهديد السلاح، لكنه قتل على يد هيلينا التي تكشف أن زساس كان آخر قتلة عائلتها. يعود مونتويا ويكشف أن سيونيس كان العقل المدبر الحقيقي وراء مذبحة عائلة هيلينا وقد قتلهم أثناء محاولته الحصول على الماس. تلا ذلك مواجهة حتى أدركوا أن سيونيس قد وصل مع جيش صغير من المجرمين الملثمين. باستخدام معدات هارلي القديمة، نجح الفريق المؤقت في الصمود وصد هجومهم. خلال المعركة، تم القبض على كاساندرا من قبل سيونيس، بينما كشفت دينا عن قدرتها الفائقة على الصراخ الأسرع من الصوت، وهزيمة العديد من رجال العصابات سيونيس. يقوم هارلي بمطاردة الزلاجات، وبمساعدة من هيلينا، يلاحق الزوج سيونيس. في رصيف مجاور تحدث المواجهة النهائية. يستعد سيونيس لقتل كاسندرا، لكنها تسحب الخاتم من قنبلة يدوية انزلقت في سترته بعد أن أخذه من صندوق أسلحة هارلي في وقت سابق.
هارلي ترمي سيونيس من الرصيف قبل انفجار القنبلة، مما أسفر عن مقتله. في أعقاب تدمير إمبراطورية سيونيس الإجرامية، انسحبت مونتويا من GCPD. باستخدام الأموال الموجودة في الحسابات المخبأة داخل الماس (التي تم استردادها من كاساندرا)، تنضم هيلينا إلى دينا ومونتويا في إنشاء فريق من الحراس يسمى الطيور الجارحة. يهرب هارلي وكاساندرا ويبيعان الماس نفسه لمتجر بيدق ويبدآن عملهما الخاص.